# Церковь Иулиана Тарсийского (Пушкин)
Це́рковь Свято́го Му́ченика Иулиа́на Тарси́йского (Кираси́рская це́рковь, Иулиа́новская церко́вь) — православный храм в городе Пушкине в Санкт-Петербурге. Бывший полковой храм Кирасирского Его Величества лейб-гвардии полка Русской императорской гвардии.
Храм находится на Кадетском бульваре в историческом районе София и приписан к Софийскому собору Санкт-Петербургской епархии Русской православной церкви.

## История

### Походная церковь
Сведений о годе учреждения походной церкви лейб-гвардии Кирасирского его величества полка не сохранилось. Известно, что походная церковь была в полку в Отечественную войну 1812 года.
Полковой праздник отмечался в день святителя Николая Чудотворца (9 мая).
В дальнейшем, походная церковь сопровождала полк в Венгерском походе 1849 года.

### В приделе Софийского собора
27 февраля (10 марта) 1832 года Кирасирский полк прибыл в Царское Село из города Вендена (Лифляндской губернии). На благодарственном молебне присутствовал Николай I, который затем наблюдал занятие полком новых казарм.
Так как в казармах не нашлось места для полковой церкви, то для служб был назначен северный придел Софийского собора.
В 1833 году в память столетия переформирования полка полковой праздник был перенесён со дня святителя Николая Чудотворца (9 мая) на день мученика Иулиана Тарсийского (21 июня). По этому случаю был написан храмовый образ святого на кипарисовой доске в сребропозлащённом окладе.

### Отдельный храм

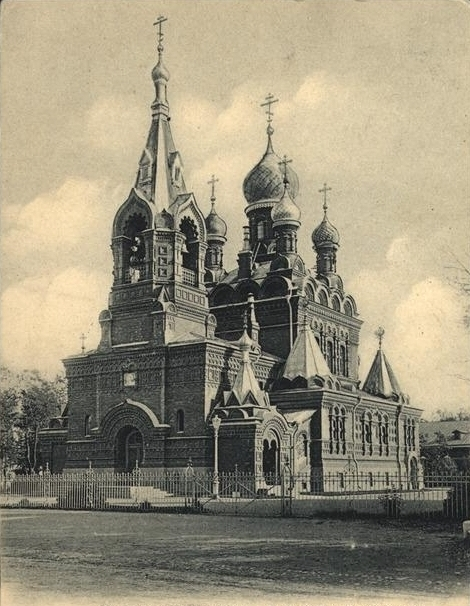
Храм в 1900-х годах

К концу XIX века актуальным стал вопрос о возведении новой отдельной полковой церкви.
21 июня (3 июля) 1894 года, в день полкового праздника, состоялось освящение места, предназначенного для сооружения храма. После Литургии в Софийском соборе, которую возглавил протопресвитер военного и морского духовенства Александр Желобовский, к месту будущей постройки церкви был совершён крестный ход.
5 (17) мая 1895 года был утвержден проект церкви, составленный архитектором Владимиром Курицыным, а 17 (29) сентября протоиереем Григорием Словцовым в присутствии императорской семьи была совершена торжественная закладка храма, сооружаемого «в память бракосочетания 14 ноября 1894 года их императорских величеств».

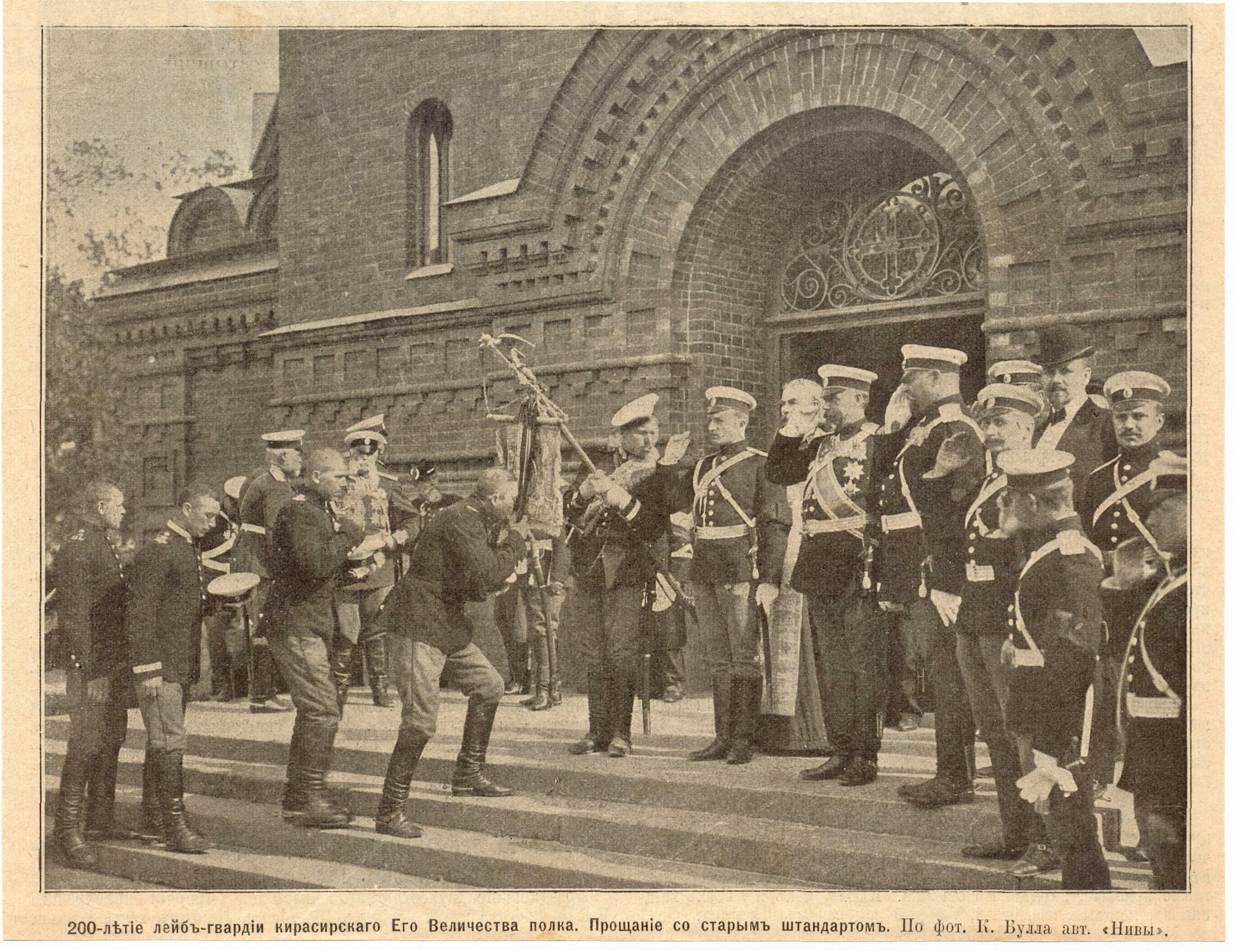
200-летие лейб-гвардии Кирасирского Его Величества полка. Прощание со старым штандартом у входа в храм (1902 год)

Храм строился на средства Санкт-Петербургского купца 1-й гильдии коммерции советника Ильи Кирилловича Савинкова, известного благотворителя, внёсшего на возведение до 275 000 рублей. После ссылки Владимира Курицына в Вологду возведение храма и внутреннюю отделку заканчивал уже придворный архитектор Сильвио Данини.
19 (31) июля 1899 года протопресвитер А. А. Желобовский освятил нижний храм.
19 (31) декабря 1899 года состоялось полное освящение храма, в котором участвовал протопресвитер А. А. Желобовский, протоиерей Иоанн Кронштадтский и духовенство Царского Села, присутствовала императорская семья.
9 (22) ноября 1909 года в церковь были перенесены из Софийского собора, павловской Мариинской церкви и артиллерийского музея полковые реликвии.
В память о небесном покровителе строителя храма в его крипте был устроен придел во имя Илии Пророка.
После Октябрьского переворота церковь стала приходским храмом.
В мае 1923 года с шатров храма были сняты орлы.
В марте 1924 года вышло постановление Леноблисполкома о закрытии храма, которое было утверждено ВЦИК 2 июня 1924 года.

### После 1924
После закрытия храма все внутреннее убранство и иконостас были уничтожены. Большая часть икон была передана в Управление Детскосельскими дворцами-музеями.
Здание использовалась для хозяйственных нужд различных воинских подразделений, в том числе стоявшего в бывших казармах Кирасирского полка 22-го Воронежского кавалерийского полка.
В период оккупации Пушкина церковь заняли части испанской Голубой дивизии.

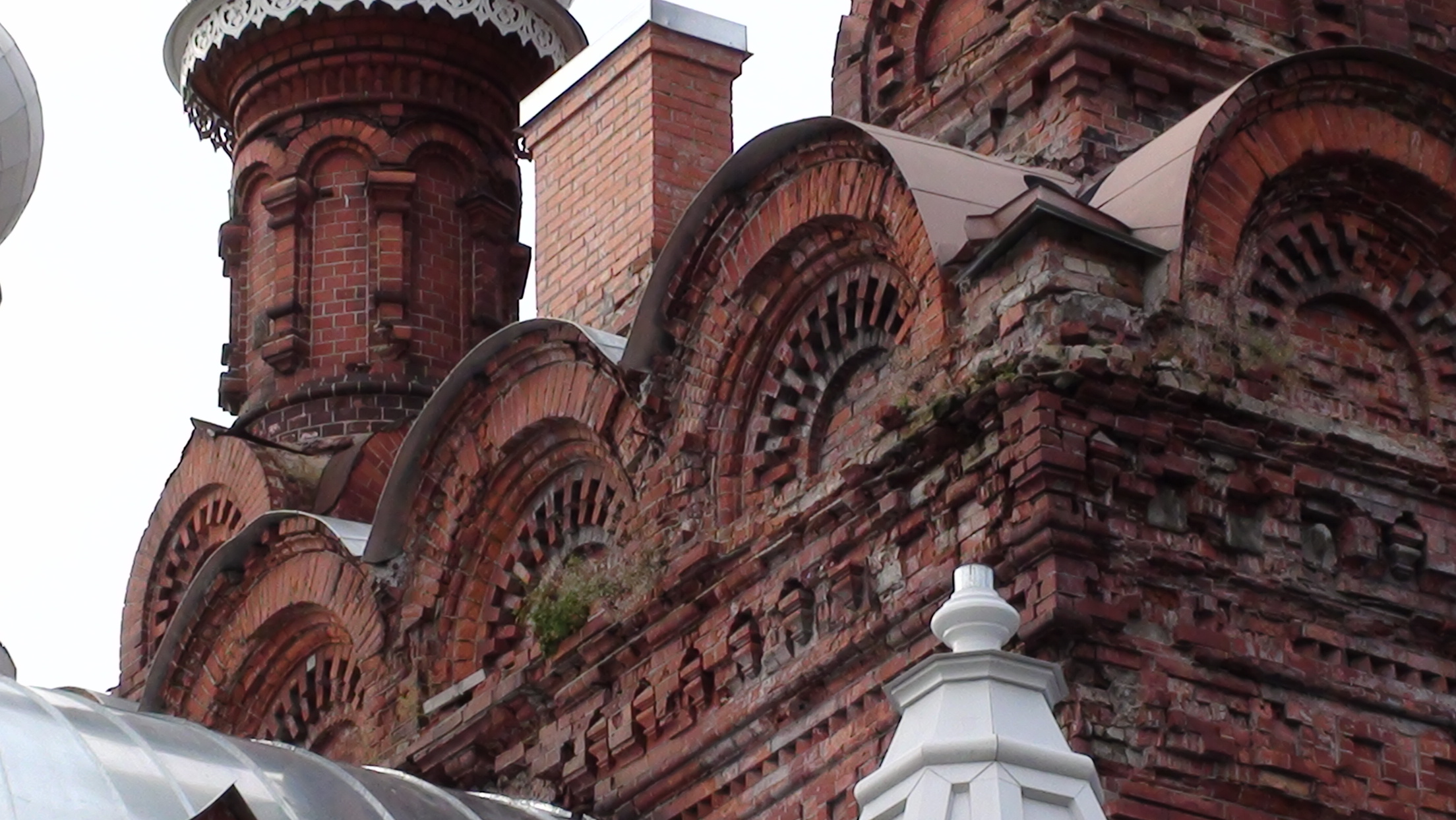
Храм до восстановления (2011)

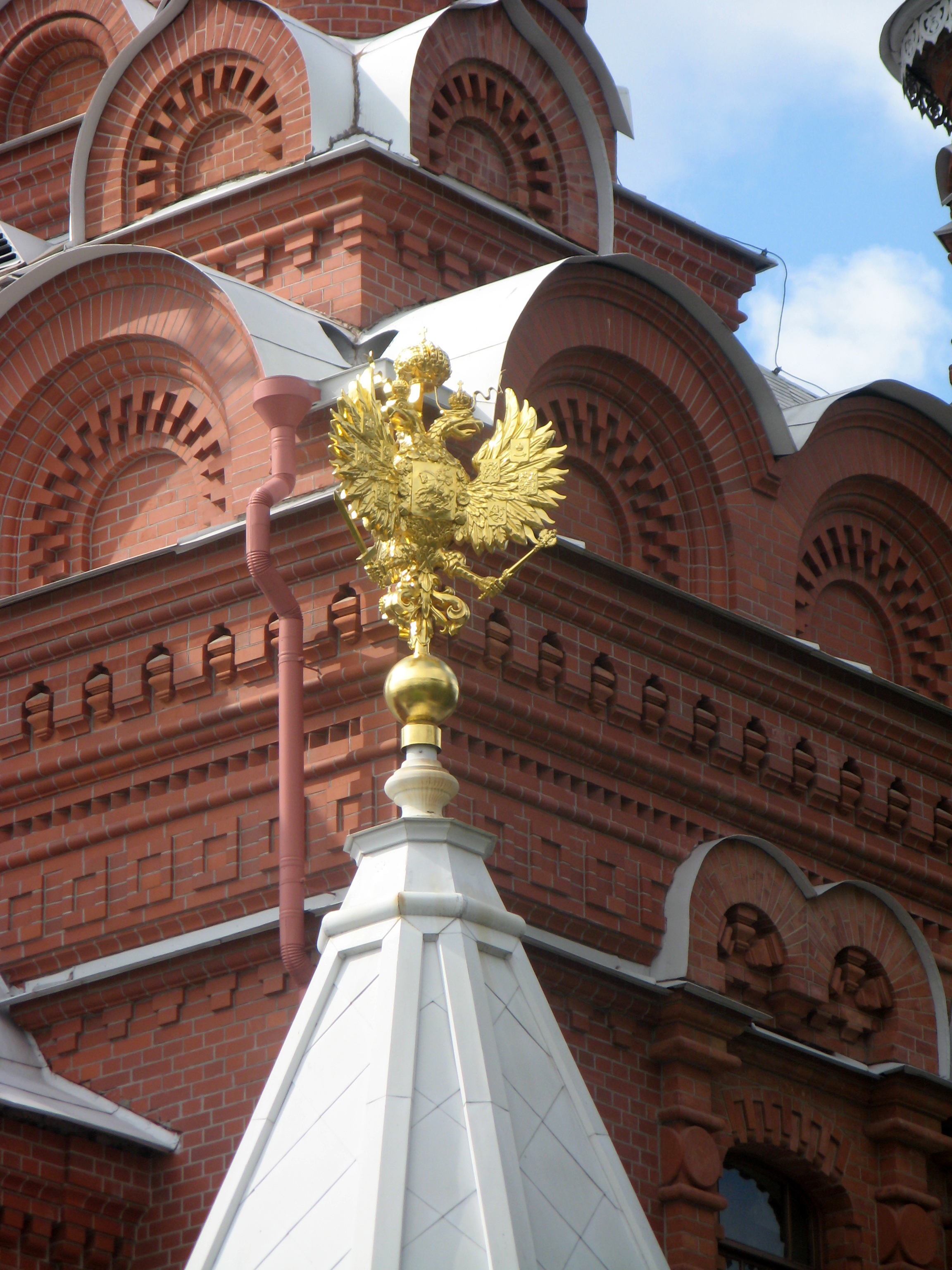
После восстановления (2019)

После Великой Отечественной войны верующие направили ходатайство об открытии храма, но Ленгорсовет отклонил его 10 января 1949 года.
Занявшей казармы Гвардейской артиллерийской дивизией здание храма было превращено в каптёрку, а затем в производственные мастерские.
В 1987 году решением Ленгорисполкома здание церкви было взято под охрану государства как памятник архитектуры.
В 1992 году храм был возвращён Православной Церкви и приписан к приходу Софийского собора. 7 мая 1995 году в его стенах был совершён первый, после закрытия церкви, молебен.
Восстановление церкви было одним из пунктов мероприятий, приуроченных к 300-летию Царского Села. В 2010 году на храме появились новые купола и шатры. В сентябре 2012 года были начаты работы по воссозданию кованых золоченых крестов и трёх геральдических трехглавых орлов, на что выделено более 14 миллионов рублей. 25 декабря 2012 года кресты были установлены на куполах. В 2016 году была полностью закончена отделка внешних стен, и в следующем году начаты работы по внутренней реставрации.
После возвращения храма ежегодно 4 июля в нём совершался молебен. В 2000 году молебен был также приурочен и к празднованию 300-летия создания полка. С 2012 года молебен святому мученику Иулиану Тарсийскому служится каждое воскресенье, также читаются каноны и поминаются погибшие воины. В нижнем приделе в дальнейшем предполагается открыть музей военной истории Царского Села.
С середины ноября 2020 храм открыл свои двери для регулярных богослужений, службы проходят по субботам, воскресеньям и праздникам в будний день. 19 июня 2022 года были освящены колокола, которые привезли из Ярославской области

## Архитектура, убранство и устройство церкви
Храм построен в стиле русских церквей XVII века и способен вместить 900 прихожан.
Церковь была расположена посреди большой площади, обнесённой железной решеткой. В настоящее время располагается на границе территории военного подразделения.
На колокольне находились 12 колоколов. К колокольне примыкали два отдельных входа в галереи, устроенные в виде шатровых часовен. На наружной стороне правой из них находился образ святителя Николая Чудотворца, левой — святого благоверного великого князя Александра Невского.
Церковь имела два придела: верхний — во имя святого мученика Иулиана Тарсийского и нижний — во имя святого пророка Илии

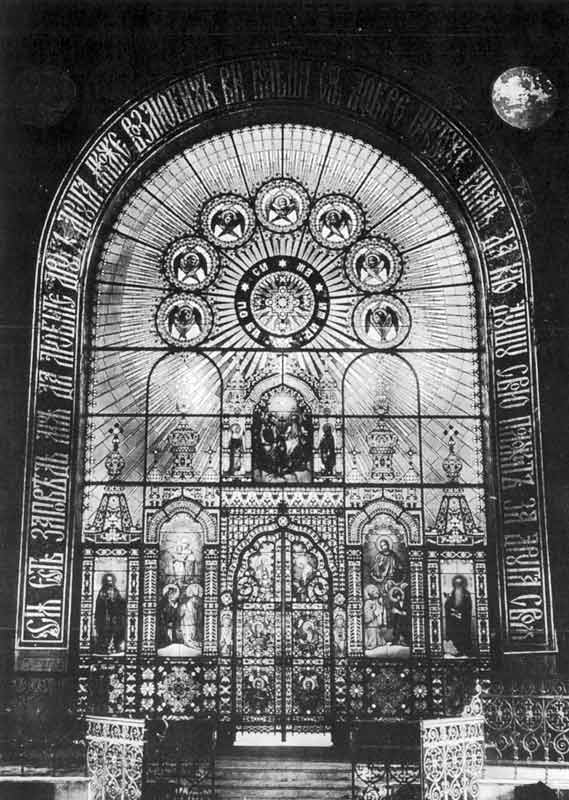
Иконостас верхнего храма. Фото 1900 года

### Верхний храм
Особое внимание в храме привлекал иконостас. Проект иконостаса был выполнен архитектором Владимиром Курицыным, а образа написаны профессором Николаем Кошелевым. Иконостас был изготовлен в Мюнхене фабрикой Ф. К. Цетлера из просвечивающих цветных витражей. Основной целью такого необычного решения был доступ света из алтарной части, имевшей самые большие в храме окна.
Царские врата, также изготовленные из стекла, имели традиционные изображения Благовещения Пресвятой Богородицы и евангелистов.
Местные образы — Спасителя, с предстоящими апостолом Иаковом и мучеником Иулианом Тарсийским, и Богоматери, со святителем Николаем и царицей Александрой.
На диаконских вратах — иконы пророков Моисея и Илии.
Над Царскими вратами, в центре иконостаса, было изображение Святой Троицы с предстоящими равоноапостольной Марией Магдалиной и благоверным князем Александром Невским.
Выше — крестообразное сияние с надписью «Сим победиши» в окружении херувимов.
Помимо иконостаса, витражи с изображениями 12 апостолов были смонтированы в шести окнах алтарной части стены.
В верхней части купола находился большой круглый витраж с образом Спасителя. Он сохранялся ещё к 1993 году, но в 1995 году был разбит.
Малые окна, обращённые на юг и на север в средней части храма, также были украшены стеклянной мозаикой.
На сегодняшний день ни один витраж не уцелел.

### Нижний храм
В нижнем храме впоследствии находился белый мраморный иконостас с вызолоченными царскими вратами. Храмовый образ святого пророка Илии был украшен драгоценными камнями и помещён в позолоченный бронзовый киот.
Здесь были погребены Илья Кириллович Савинков (1825—1900) и его супруга Елизавета Михайловна (1829—1897) и первый ктитор церкви полковник Владимир Николаевич Шеншин (1861—1905). Мраморные гробницы супругов Савинковых не сохранились.

## Чтимые святыни и реликвии
До закрытия храма в нём хранились следующие святыни:
- «Пултусский крест» — серебряный вызолоченный крест с надписью: Каширского земского войска сотенный титулярный советник Василий Каблуков, с товарищами, собрав 100 р. препроводил оные в лейб-Кирасирский Его Императорского Величества полк, для доставления храбрейшему из нижних чинов, в отличной полка атаке при г. Пултуске 1806 г. под предводительством шефа, генерал-майора Сергея Кожина, который 1807 г. 29 мая, под Гейльсбергом убит. Храбрый незабвенный Кожин не нашел храбрейшего, и отвечал г. Каблукову, благодаря, что в Высочайше вверенном ему полку все равно отличались, и так не угодно ли на иной предмет — памятник в полковую церковь обратить сии 100 р., на что г. Каблуков согласился, и сей крест, с присовокуплением более денег, ныне шефом генерал-майором, бароном Будбергом, сделан в Петербурге 1815 г. августа 6 дня.
- Евангелие в сребропозлащенном окладе с надписью: Сие Евангелие сооружено к столетию полка, содействием генерал-майора Петра Ивановича Кошкуля, старанием полкового священника и кавалера Алексея Садовского, 1833 г. июня 21.
- Полковой образ святителя Николая, в сребропозлащённой ризе, сооружённый П. И. Кошкулем в 1824 году
- Полковой образ святого Иулиана Тарсийского, в серебряной, с золотом, ризе, написанный на кипарисе
- 24 исторических полковых штандарта, в том числе штандарты Кирасирского (1817) и Драгунского (1804) полков
- Несколько пар облачений для священника и диакона, пожертвованных императорами
- Кираса Николая I
- Полковые мундиры шефов